# IPhone Dev Team
L'iPhone Dev Team était un groupe de hackers de la communauté iOS (anciennement iPhone OS) qui ont développé plusieurs outils permettant l'utilisation d'applications non autorisées par Apple inc. sur l'iPhone, l'iPod touch et l'iPad, ainsi que l'utilisation de l'iPhone sur des réseaux GSM non contractés par Apple.

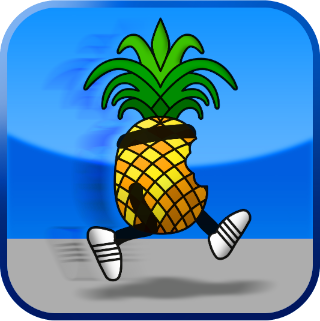
Logo de l'outil de débridage (jaillbreaking)

Ces applications offraient aux propriétaires la possibilité de contourner les limitations imposées aux appareils par le fabricant, permettant ainsi des activités telles que la personnalisation poussée et l’itinérance internationale. Le groupe et ses outils sont devenus emblématiques de ces activités, appelées respectivement débridage (jailbreaking) et déverrouillage SIM, à tel point que l'Electronic Frontier Foundation en a fait le principal exemple utilisé dans sa demande que le débridage jouisse d'une exemption contre le contournement DMCA et Greg Joswiak (vice-président, marketing de produit pour l'iPhone) les a cités dans son commentaire s'opposant à cette demande.